# Eilicrinia designata
Eilicrinia designata är en fjärilsart som beskrevs av Wagner. Eilicrinia designata ingår i släktet Eilicrinia och familjen mätare. Inga underarter finns listade i Catalogue of Life.